# 斯宾娜娃四极虫
斯宾娜娃四极虫（学名：Chloromyxum spanovskajae）为四极科四极虫属的动物。分布于俄罗斯以及辽宁、四川、黑龙江流域等，营寄生生活，寄生在鳊、鲩、棒花鱼、唇䱻、花䱻、黄颡鱼、光泽黄颡鱼的胆囊。